# Новооренбург
Новооренбу́рг (рос. Новооренбург) — село у складі Кваркенського району Оренбурзької області, Росія.

## Населення
Населення — 430 осіб (2010; 497 у 2002).
Національний склад (станом на 2002 рік):
- росіяни — 62 %